# Baleia-bicuda-de-layard
A baleia-bicuda-de-layard (nome científico: Mesoplodon layardii) é um cetáceo da família dos zifiídeos (Ziphiidae) encontrado nas águas temperadas frias do hemisfério sul. É um dos maiores membros dos mesoplodontes, crescendo até 6,2 metros (20 pés) de comprimento e chegando a 1 300 quilos (2 900 libras). O nome comum e científico foi dado em homenagem a Edgar Leopold Layard, o curador do Museu da África do Sul, que preparou desenhos de um esqueleto e os enviou ao taxonomista britânico John Edward Gray, que descreveu a espécie em 1865.

## Descrição
Espécimes adultos exibem uma coloração distinta que talvez as torne uma das espécies de baleias-bicudas mais facilmente distinguíveis. Os adultos têm um bico branco, com uma 'capa' branca clara que se estende até a metade entre a barbatana dorsal e a cabeça. A barbatana dorsal é inserida na parte inferior do corpo e tem a ponta branca. As pás também têm pontas brancas. Quando observadas de perto, seja no mar ou encalhadas, essas baleias apresentam uma faixa clara no pescoço que separa a coloração cinza mais escura encontrada na cabeça e no melão do resto do corpo. Enquanto as baleias adultas apresentam uma coloração marcante, os animais jovens são mais difíceis de distinguir de outras espécies de baleias-bicudas, tendo uma coloração cinza uniforme. Os machos podem atingir cerca de 5,9 metros (19 pés), enquanto as fêmeas atingem 6,2 metros (20 pés) e provavelmente pesam cerca de 1 000-1 300 quilogramas (2 200-2 900 libras). Os recém-nascidos podem ter até 2,8 metros (9,2 pés) de comprimento.
As baleias-bicudas apresentam notável dimorfismo sexual, pois apenas os machos mantêm dentes funcionais. Os machos começam a desenvolver uma grande presa achatada em cada lado da mandíbula inferior quando juvenis, crescendo em um ângulo de 45° para trás em direção à cabeça e sobre o rostro (bico). Alcançando até 34 centímetros de comprimento, os dentes podem se sobrepor nas pontas, restringindo o tamanho da boca do animal. Registrou-se que dois machos adultos encalhados só conseguiam abrir a boca de 3,2 a 4 centímetros na largura, em comparação com as fêmeas e jovens que tinham a boca de 6,5 centímetros. Acredita-se que os machos usam seus dentes para competir pelo acesso de acasalamento às fêmeas, como evidenciado por cicatrizes e arranhões em seus corpos. No entanto, é improvável que a baleia use a presa inteira para essas interações agressivas; em vez disso, é provável que apenas um pequeno dentículo encontrado na superfície superior do dente seja utilizado.

## Distribuição

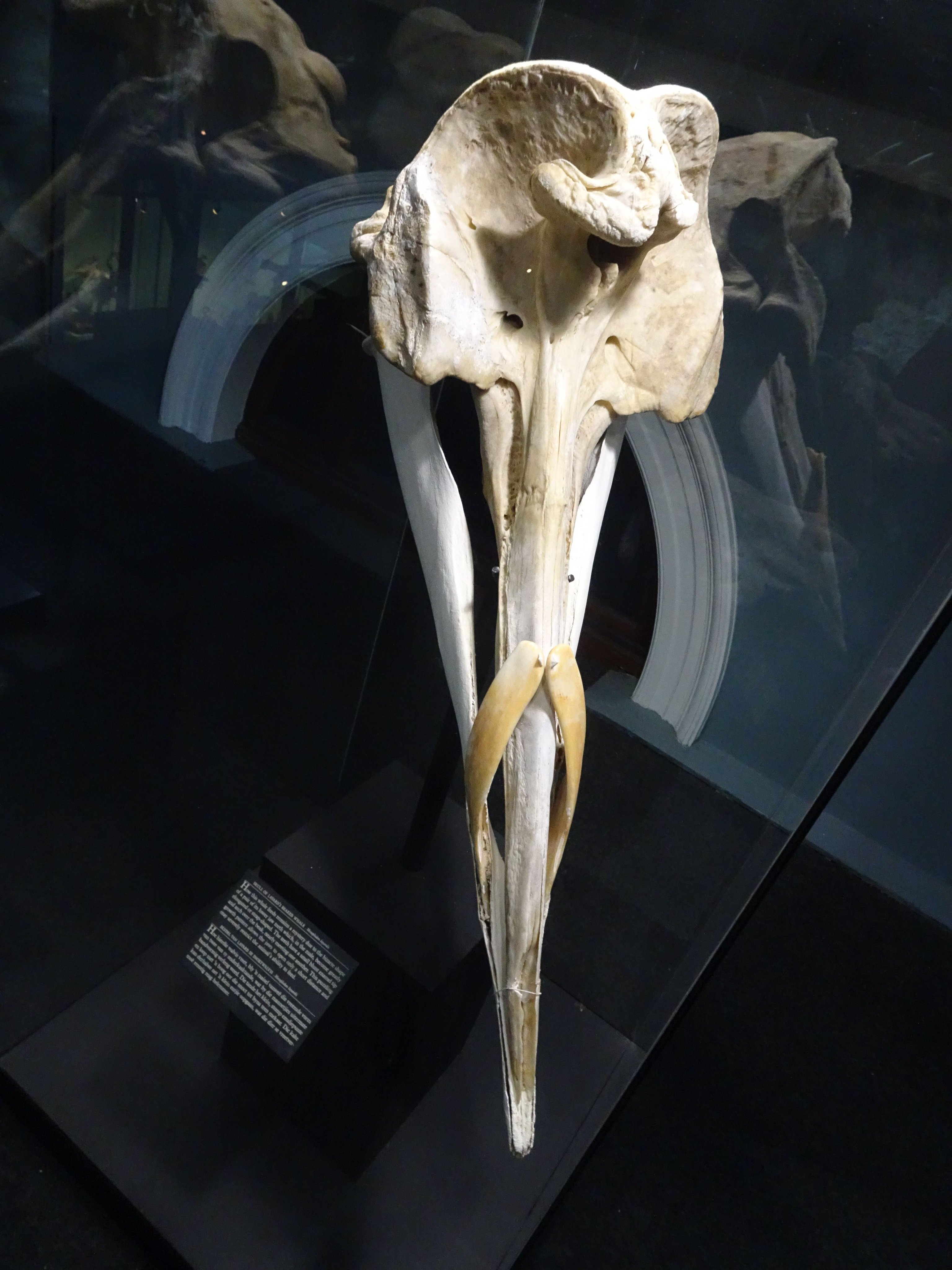
Crânio de um macho

Com base em avistamentos esporádicos e em uma série de animais encalhados, parece que atravessa amplamente o Oceano Antártico, com uma possível distribuição circumpolar em águas subantárticas e temperadas. Registros foram feitos na Terra do Fogo e em Chubut, na Argentina, nas ilhas Malvinas, no oeste e sul da Austrália e na Nova Zelândia. A extensão mais ao norte da faixa está mudando continuamente; encalhes foram observados em 31-32° ao sul do equador ao longo da costa sul do Brasil até que um indivíduo emaciado foi encontrado a 13 ° ao sul da ilha Maré, na costa nordeste do Brasil em 2002. No entanto, em 2011, um macho adulto baleia bicuda encalhou vivo em Mianmar a 16° ao norte do equador; mais de 5 000 quilômetros mais ao norte do que a distribuição anteriormente aceita da espécie. A baleia morreu e uma necropsia revelou que não havia presa dentro do estômago, mas o estado geral do corpo era bom. É possível que esta espécie migre devido à sazonalidade dos encalhes observados.

## Comportamento
Pouco se sabe sobre o comportamento desta espécie. Acredita-se que as baleias-bicudas viajem em pequenos grupos, e os tamanhos dos grupos observados variam de dois a dez indivíduos. A estrutura social dos mesoplodontes em geral é pouco estudada, devido à dificuldade de observação dos indivíduos no mar. É possível que o tamanho e a composição dos grupos sejam controlados pelo tipo de rostro e dentes encontrados nas várias espécies. Espécies maiores e fortemente armadas que podem causar ferimentos geralmente viajam em grupos onde apenas um ou dois machos estão presentes, reduzindo o risco de interações agressivas. Apesar de terem presas grandes, os machos provavelmente usam apenas um pequeno dentículo protuberante em cada dente em interações antagônicas. Subsequentemente, essa espécie pode viajar em grupos com vários machos, pois o risco de lesões graves é reduzido.
Já foi relatado que a espécie se aquece na superfície da água em dias calmos, mas é difícil de abordar em navios. Em geral não mostram suas pás ao mergulhar. Uma série de observações sugere que o mergulho é tipificado por uma descida lenta abaixo da superfície, com duração do mergulho entre 10 e 15 minutos. A orca (Orcinus orca) é um predador documentado desta espécie, e foi registrado perseguindo, atacando e matando uma baleia adulta solitária a aproximadamente 50 quilômetros da costa da baía de Bremer, no sudoeste da Austrália. A principal presa da baleia-bicuda é considerada uma espécie de lula oceânica. Em uma extensa análise da dieta de 14 baleias encalhadas da Nova Zelândia e África do Sul, 94,8% do conteúdo estomacal era composto de cefalópodes, com evidência de alguns peixes e crustáceos.

## População e conservação

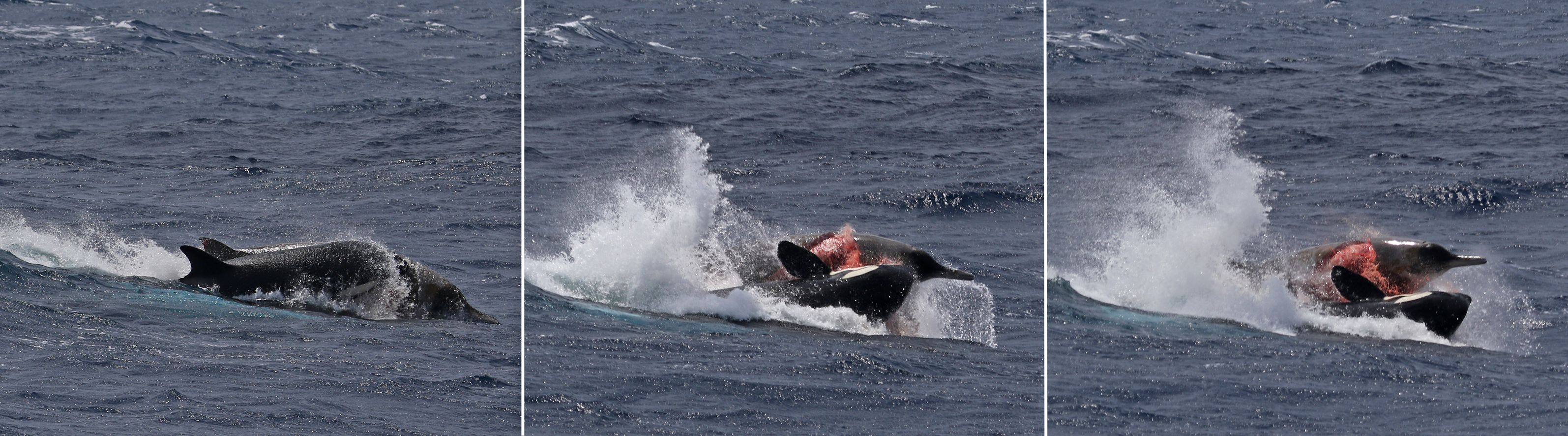
Espécime sendo atacado por uma orca

O tamanho da população é desconhecido, no entanto, foi notado que a espécie é uma das espécies de baleias-bicudas mais comuns encontradas no oceano do sul. As baleias-bicudas-de-layard não têm sido caçadas comercialmente, mas correm o risco de emaranhamento e perturbação por ruído antropogênico. Foi demonstrado que o ruído intenso, particularmente o do sonar, causa pânico, subida rápida e subsequente morte devido à doença de descompressão. Como a espécie tem uma distribuição amplamente circumpolar, é provável que esteja em risco pelos impactos das mudanças climáticas antropogênicas. A União Internacional para a Conservação da Natureza (UICN) lista as alterações e mudanças de habitat como possíveis ameaças relacionadas às mudanças climáticas.